# Чайка Степан Ількович
Степан Чайка (* 1902), нар. різьбар на дереві родом з с. Бродки на Львівщині. Використовує природну форму кореня, гілок та кори і створює малі декоративні фігурки тварин і пташок. Персональні виставки у Львові, Києві, Москві (1963). Характеристика його творчості у кн. С. Чехович «Степан Чайка» (1968).